# Samuel Golejewski (powstaniec listopadowy)
Samuel Golejewski herbu Kościesza (zm. 1846 lub 1848) – polski hrabia, powstaniec listopadowy, właściciel ziemski.

## Życiorys
Wywodził się z rodu hrabiowskiego Golejewskich herbu Kościesza. Rodzina Golejewskich pierwotnie pochodziła z ziemi mazowieckiej z Golejowa w powiecie bielskim. Jedna z linii rodu 8 lutego 1783 w Wiedniu otrzymała tytuł hrabiów galicyjskich z dodatkiem herbowym. Była synem Samuela Golejewskiego (właściciel dóbr Krzywcze wraz z miejscowościami Babińce, Filipcze, Chudiowce w obwodzie czortkowskim, Świerzkowce w powiecie kamienieckim, a od 1823 Chlebowa w powiecie tarnopolskim oraz członek Stanów Galicyjskich z grona magnatów w 1817) i Wiktorii z domu Matuszewicz herbu Łabędź (chorążanka mińska). Jej rodzice byli właścicielami dóbr Krzywcze, Sapohów, Chlebów. Miał braci Jana Beatryka Antoniego (1798-1862, właściciel dóbr Krzywcze, członek Stanów Galicyjskich z 1838, teść Szczęsnego Koziebrodzkiego) i Tadeusza (powstaniec listopadowy, zm. 1855) oraz siostrę Marię (ur. 1804 lub 1805, zm. 1893, żona sąsiedniego właściciela ziemskiego Cyryla Czarkowskiego). 
Uczestniczył w powstaniu listopadowym. Służył jako podporucznik Pułku Jazdy Poznańskiej, a za swoje czyny 15 września 1831 został odznaczony Krzyżem Złotym Orderu Virtuti Militari (nr 2951).
Według różnych źródeł zmarł w 1846 lub zamordowany w 1848. Został pochowany w Krzywczach. Rodzina Golejewskich wygasła po mieczu 28 października 1893.